# Харя
Ха́ря:

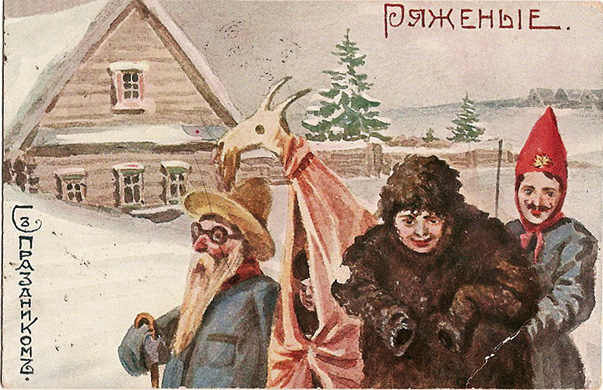
Ряженые. Дореволюционная открытка.

- маска, личина и самый окрутник, наряженный, переряженный;
- дурное, отвратительное лицо, рожа, пыка,[1], физиономия, понятия, тесно связанные с лицом.

## История
В древности на Руси харями назывались маски, как сокращение от «святочная харя».
В словаре В. И. Даля слово «Харя» определено как «отвратительное лицо», вторым значением указано — маска и её носитель. Производные от него: харька, ха́рица, ха́ричка, харишка, ха́рища.
В древние времена, в краях (сторонах) Руси (России), на многие народные праздники, было принято наряжаться (ряженые, скоморохи, «шуты гороховые» и так далее) всякими персонажами и для сокрытия лица использовали хари (морды, пыки и так далее, имеющие различные региональные названия), сейчас называются масками.
Слово «харя» часто используется в составе фразеологизмов — «корчить харю», имеющего значение гримасничать, и «надевать харю», обозначающего «прикидываться кем-нибудь».
Синонимы:
- Лицо
- Личина
- Маска
- Фарнос
- Машкера
- Образина
- Накладная рожа.
- Хухляк
- Опачина
- и другие.

### Пословицы
В русском языке существуют пословицы:
- По твари и харя.
- Худая харя зеркала не любит.
- С эдакой харей я бы и в люди не казался!
- Всякая харя (Хавронья) сама себя хвалит.
- и другие.

## В литературе
- Фёдор Кузьмич Сологуб, «Благослови свиные хари…», Утешения. Триолеты.